# Bislett Games 2024
I Bislett Games 2024 sono stati la 57ª edizione dell'annuale meeting di atletica leggera, sesta tappa del circuito Diamond League 2024. Le competizioni si sono svolte  presso il Bislett stadion di Oslo, in Norvegia.

## Programma[1]
| # | Orario | Specialità         |
| - | ------ | ------------------ |
| 1 | 19:15  | Salto con l'asta   |
| 2 | 20:16  | 400 metri piani    |
| 3 | 20:20  | Salto triplo       |
| 4 | 20:39  | Lancio del disco   |
| 5 | 20:44  | 5000 metri piani   |
| 6 | 21:04  | 100 metri piani    |
| 7 | 21:28  | 400 metri ostacoli |
| 8 | 21:50  | 1500 metri piani   |

| # | Orario | Specialità         |
| - | ------ | ------------------ |
| 1 | 19:07  | Lancio del disco   |
| 2 | 20:04  | 400 metri piani    |
| 3 | 20:22  | 3000 metri piani   |
| 4 | 20:38  | 200 metri piani    |
| 5 | 21:11  | 800 metri piani    |
| 6 | 21:35  | 400 metri ostacoli |

     Specialità valide per la Diamond League

## Risultati
Di seguito i primi tre classificati di ogni specialità.

### Uomini
| Specialità       | 1º classificato      | Prestazione | 2º classificato        | Prestazione | 3º classificato    | Prestazione |
| 100 m            | Akani Simbine        | 9"94        | Abdul Hakim Sani Brown | 9"99        | Emmanuel Eseme     | 10"01       |
| 400 m            | Matthew Hudson-Smith | 44"07       | Kirani James           | 44"58       | Vernon Norwood     | 44"68       |
| 1500 m           | Jakob Ingebrigtsen   | 3'29"74     | Timothy Cheruiyot      | 3'29"77     | Azeddine Habz      | 3'30"80     |
| 5000 m           | Hagos Gebrhiwet      | 12'36"73    | Yomif Kejelcha         | 12'38"95    | Jacob Kiplimo      | 12'40"96    |
| 400 m hs         | Alison dos Santos    | 46"63       | Karsten Warholm        | 46"70       | Kyron McMaster     | 48"49       |
| Salto triplo     | Hugues Fabrice Zango | 17,27 m     | Yasser Triki           | 17,25 m     | Lázaro Martínez    | 16,85 m     |
| Salto con l'asta | KC Lightfoot         | 5,82 m      | Emmanouīl Karalīs      | 5,72 m      | Ernest John Obiena | 5,72 m      |
| Lancio del disco | Mykolas Alekna       | 70,91 m     | Matthew Denny          | 67,61 m     | Daniel Ståhl       | 66,80 m     |

     Prestazione che stabilisce il nuovo record del meeting.

### Donne
| Specialità       |                    | Prestazione | 2º classificato    | Prestazione | 3º classificato | Prestazione |
| 200 m            | Brittany Brown     | 22"32       | Marie-Josée Ta Lou | 22"36       | Daryll Neita    | 22"50       |
| 400 m            | Marileidy Paulino  | 49"30       | Natalia Kaczmarek  | 49"80       | Alexis Holmes   | 50"40       |
| 800 m            | Prudence Sekgodiso | 1'58"66     | Natoya Goule       | 1'59"10     | Catriona Bisset | 1'59"29     |
| 3000 m           | Georgia Griffith   | 8'24"20     | Likina Amebaw      | 8'24"29     | Jessica Hull    | 8'25"82     |
| 400 m hs         | Rushell Clayton    | 54"02       | Andrenette Knight  | 54"63       | Janieve Russell | 55"07       |
| Lancio del disco | Feng Bin           | 67,89 m     | Sandra Perković    | 66,48 m     | Daisy Osakue    | 63,29 m     |

     Prestazione che stabilisce il nuovo record del meeting.